# Wœlfling-lès-Sarreguemines
Woelfling-lès-Sarreguemines é uma comuna francesa na região administrativa de Grande Leste, no departamento de Moselle. Estende-se por uma área de 6,24 km². Em 2010 a comuna tinha 755 habitantes (densidade: 121 hab./km²).